# Marohazo
Marohazo är ett berg i Madagaskar. Det ligger i den centrala delen av landet, 190 km nordväst om huvudstaden Antananarivo. Toppen på Marohazo är 935 meter över havet.
Terrängen runt Marohazo är platt söderut, men norrut är den kuperad. Runt Marohazo är det glesbefolkat, med 14 invånare per kvadratkilometer. Omgivningarna runt Marohazo är huvudsakligen savann.